# GSC5945-887
GSC5945-887 — хімічно пекулярна зоря спектрального класу ?, що має видиму зоряну величину в смузі V приблизно 10,1.

## Пекулярний хімічний вміст
Зоряна атмосфера цієї зорі має підвищений вміст Sr.